# Eternit Slovenija
Eternit Slovenija je podjetje za proizvodnjo strešnih in fasadnih izdelkov iz vlaknocementa s sedežem v Anhovem. Podjetje je bilo ustanovljeno 10. marca 1998 pod imenom ESAL, kot skupna investicija družb Eternit Schweiz AG iz Švice in Salonit Anhovo - ime ESAL izhaja iz prvih črk obeh družb. Tovarna stoji poleg cementarne Salonit Anhovo.

## Korporativni profil

### Korporativna zgodovina
Od junija 2009 je bil ESAL član skupine FibreCem Holding AG, ki obsega še družbe Eternit (Schweiz) AG, Werke Ludwig Hatschek AG iz Avstrije in nemški FibreCem Deutschland GmbH.
Leta 2014 je švicarski Eternit prevzel še preostali delež v podjetju in ga za poenotenje blagovnih znamk leta 2017 preimenoval v Eternit Slovenija. Podjetje z nekaj več kot 150 zaposlenimi je ustvarilo približno za 16 milijonov evrov letnega prometa.

## Dejavnost

### Proizvodi
- Strešne kritine: Valovitka, Ravna kritina, Integral plan, Betonska kritina, Structa
- Fasadne plošče: Swisspearl, Efasal
- Vrtna galanterija

## Kontroverze

### Onesnaženje vodovodne vode
Junija 2020 so Anhovem ob Soči krajani zaznali onesnaženje vodovodne vode. Vodovodna voda je bila rjavkasto-sive barve, peneča, vonj pa je imela po apnu oz. cementu oz. kemikalijah. Krajani so sicer pričali o rahlem penjenju vode že v predhodnih dveh tednih.
Kemična analiza je v vzorcu onesnažene vode pokazala izrazito alkalnost (pH 12) in vsebnost rakotvorne oblike kroma.
Naknadno je bilo ugotovljeno, da je bil razlog za onečiščenje vodovodne vode napaka pri obratovanju industrijske čistilne naprave Eternit, pri čemer je industrijska odpadna voda iz bazena za prečiščevanje odtekla v vodovodno omrežje. Napaka je bila še isti dan odpravljena. V Eternitu so navedli, da je šlo za enkraten dogodek in navedli, da bi vzrok lahko bil človeška napaka s strani zaposlenih ter - vkolikor bi bilo temu tako - napovedali ukrepanje zoper odgovorne.
Do zajema onesnažene vode je prišlo, ker je bila voda črpana na pomožnem zajemališču, ki se je nahajalo pod izpustom industrijske vode.